# Formosotoxotus masatakai
Formosotoxotus masatakai är en skalbaggsart som beskrevs av Ohbayashi N. 2007. Formosotoxotus masatakai ingår i släktet Formosotoxotus och familjen långhorningar. Inga underarter finns listade i Catalogue of Life.